# Armando Quijada Hernández
Armando Quijada Hernández (Cumpas, Sonora, México, 27 de febrero de 1934) es un excatedrático de Historia Regional en la Universidad de Sonora, historiador, escritor e investigador sonorense. Fue el fundador de la Escuela Preparatoria de Caborca, de la Universidad de Sonora. Es socio-fundador de la Sociedad Sonorense de Historia y su segundo presidente (1978-1980). Ha escrito libros y ensayos sobre la historia de Sonora. Algunos de sus libros son "Documentos para la Historia de Sonora: 1689-1692" (1979), "Sonora: Génesis de su Soberanía" (1981), y "Cumpas: Fragmentos de su Historia" (1992). Es coautor del tercer tomo de "Historia General de Sonora".

## Primeros años
Fue el menor de cinco hermanos, hijo de don Santana Quijada Quijada y doña Francisca Hernández Coronado. Nació el 27 de febrero de 1934 en Cumpas, Sonora. Estudió en la escuela primaria Liborio E. Leyva, donde destacó en la materia de historia. Su padre Santana, se dedicaba a cultivar la tierra, y a la cría de ganado vacuno y equino. Armando veía a su padre como un hombre fuerte, un modelo a seguir, y quería ser como él. Pero Don Santana no quería que se dedicase al trabajo pesado como él desempeñaba, sino que fuera a Hermosillo para estudiar en la Universidad de Sonora.

## Juventud
Cuando estaba en la secundaria, adquirió un gran interés por el béisbol, que marcaba fuertemente su época. A los 14 años de edad, ingreso al equipo representativo de su localidad, Los Aztecas de Cumpas. Armando estaba profundamente apasionado por el béisbol, hasta el punto donde le dedicaba igual tiempo que a la escuela. Lo único que superaba su entusiasmo por el béisbol era el de la historia.
En junio de 1949 terminó la Escuela Secundaria, y se trasladó en agosto de ese año a Hermosillo, para estudiar en la escuela normal en ese entonces perteneciente a la Universidad de Sonora, hasta junio de 1952, realizando su examen profesional el 23 de septiembre de ese año. Como docente impartió clases en las escuelas primarias Leona Vicario y Benito Juárez, así como en la escuela secundaria Mártires de 1906 de Cananea, Sonora. En septiembre de 1954 se regresa a Hermosillo para cursar la Escuela Preparatoria en la Universidad de Sonora. Empezando a dar clases de geografía general el mismo septiembre de 1954 y después de historia general, a los alumnos de la Academia Comercial Enrique García Sánchez hasta 1959.
En Cumpas, Sonora, conoce a Artemisa López López, una joven de Teonadepa, una pequeña comisaría al oeste de la cabecera municipal, con quien después contrajo matrimonio el 25 de agosto de 1957. Viniéndose a radical a Hermosillo, donde tuvieron dos hijos, César Armando y Diana Silvia.
En 1957 comienza su docencia con la UNISON. Enseñó primero civismo y después historia universal en la escuela secundaria de la Universidad, en 1967, dio clases de historia universal en la Escuela Preparatoria Central de la misma, para finalmente instruir a la Universidad en sí.
El profesor Armando dio clases hasta junio de 1969, cuando el aquel entonces el rector, Dr. Federico Sotelo Ortiz lo comisionó, a finales de julio, ir a Caborca, Sonora, a iniciar la Escuela Preparatoria, que estaría incorporada a la Universidad de Sonora.

## La estancia en Caborca
En 1969, El Dr. Carlos Valencia Ocaña, Presidente Municipal de Caborca con el apoyo del Club de Leones de Caborca formaron un patronato, y mediante gestiones, se logró la fundación de una escuela preparatoria incorporada a la Universidad de Sonora. La Escuela Preparatoria de Caborca (posteriormente se convirtió en Colegio de Bachilleres). 
El rector Dr. Federico Sotelo Ortiz, al ser oriundo de Caborca, deseaba fundar una Unidad Regional de la Universidad de Sonora, pero Caborca no contaba con una escuela Preparatoria, es por eso que comisiona al profesor Armando Quijada a Caborca, donde tienen la tarea de conseguir maestros y apoyo económico. Se inician los estudios de planeación, disponibilidad de maestros, trámites, etc., en agosto de 1969.
El Profr. Armando Quijada durante su estancia impartió las materias de historia y filosofía, y su esposa, la Profra. Artemisa López, enseñó español y ética.
Permanece en Caborca hasta septiembre de 1975, cuando el rector Lic. Alfonso Castellanos, lo comisiona en Hermosillo, para ser el director del Museo Regional de la Universidad de Sonora.
Con la fundación de la Escuela Preparatoria, el próximo objetivo era la creación de la Unidad Norte de la Universidad. Se formó otro patronato, encabezado por el Dr. Benjamín Salazar Acedo, que se encargaría de lograr que la Universidad abriera una extensión en Caborca.

## Los cargos que ocupó en Hermosillo
El Prof. Armando Quijada fue el director del Museo Regional de la Universidad de Sonora de 1975 a 1985. También fue en este periodo cuando se fundó la Sociedad Sonorense de Historia, siendo su segundo presidente (1978-1980).
De 1985 a 1989 fue Subsecretario de Educación y Cultura del Estado. Cuando estuvo en este puesto, expandió la red de bibliotecas, con una visión por la juventud, por la cultura y por la historia.
De 1989 a 1991, estuvo comisionado como Director de la Biblioteca Central, de la red estatal de bibliotecas públicas del Estado.
De 1991 a 1997 volvió a ocupar el puesto de Director del Museo Regional de la Universidad de Sonora.
El último cargo que ocupó fue de Coordinador de Bibliotecas Públicas del Estado, de 1997 a 2003. En 1985, había 26 bibliotecas públicas en Sonora. Durante su estancia coordinó la instalación de poco más de 70 bibliotecas públicas. Aunque se jubiló en 1999 de la Universidad de Sonora, continuó con el puesto hasta el primero de octubre de 2003.

## Biblioteca Pública Prof. Armando Quijada Hernández
En 2013, el gobierno del estado renovó la biblioteca pública de Cumpas, Sonora y abrió una nueva biblioteca a la cual dio el nombre de "Biblioteca Pública Prof. Armando Quijada Hernández" en la comunidad de Los Hoyos.